# Thomas Tull
Thomas Tull (sinh năm 1970) là một nhà kinh doanh và nhà sản xuất phim người Mỹ. Ông là cựu Chủ tịch Hội đồng quản trị và Giám đốc điều hành của Legendary Entertainment. Công ty của ông đã sản xuất và tài trợ một số hình ảnh chuyển động chính, bao gồm The Dark Knight Trilogy, The Hangover và phần tiếp theo của nó, 300, Man of Steel và những phim khác.

## Cuộc sống và sự nghiệp
Tull lớn lên tại Endwell, New Yorrk, là con trai của một người mẹ độc thân vệ sinh nha khoa. Lúc còn là một thanh niên, Tull là một vận động viên bóng chày và bóng bầu dục, ngoài ra còn kiếm được một suất học bổng bóng bầu dục. Tull tốt nghiệp trường Hamilton College vào năm 1992. Sau khi tốt nghiệp, Tull đã từ bỏ kế hoạch trở thành một luật sư và thay vào đó đi kinh doanh, bắt đầu một chuỗi giặt ủi. Tull đã tham gia lĩnh vực tài chính, mua bán một số văn phòng thuế và kế toán. Trong hoạt động kinh doanh vốn tư nhân, Tull đã trở thành Chủ tịch Tập đoàn Convex và sau đó là Giám đốc Tax Services of America. Công ty của ông đầu tư vào giải trí, nơi Tull bắt đầu học kinh doanh giải trí. Sau khi thảo luận về tiềm năng vốn cổ phần tư nhân với một đạo diễn điện ảnh vào năm 2003, Tull bỏ Convex, huy động vốn 600 triệu đô la để tài trợ cho bộ phim dưới hãng Legendary Pictures. Công ty bắt đầu hợp tác vào năm 2005 với Warner Bros để cùng nhau tài trợ và sản xuất phim. Năm 2009, Tull trở thành cổ đông chính của Legendary, mua lại các nhà đầu tư ban đầu. Hợp đồng Warner được theo sau bởi một hợp đồng tương tự với Universal Studios vào năm 2013. Ông cũng đã giúp sản xuất bộ phim Blackhat.
Tull mô tả mình như một "fanboy" của truyện tranh và một số các bộ phim được sản xuất bởi Legendary đã được yêu thích của cá nhân Tull. Watchmen đã ở trong "địa ngục phát triển" trong nhiều năm khi Tull sắp xếp để nhận quyền. 300 đã bị các studio khác từ chối. Tull cũng mô tả mình là một "gamer", và thành lập công ty giải trí Brash trong thời gian ngắn để làm việc chuyển đổi trò chơi điện tử thành video.
Tull là thành viên của Hội đồng Quản trị American Film Institute, Đại học Carnegie Mellon và Sở thú San Diego. Năm 2009, Tull trở thành chủ sở hữu của đội bóng bầu dục Pittsburgh Steelers. Tull là fan của Steelers từ khi 4 tuổi. Ông đã xem Steelers đấu với Minnesota Vikings trong trận Super Bowl IX. 
Tull hiện là một tỷ phú. Ông đã tặng 1 triệu USD cho Chương trình Priorities USA Action, một Super PAC hỗ trợ ứng cử viên tổng thống của đảng Dân chủ, bà Hillary Clinton.